# 線形分離可能

二次元平面の場合における概念図

線形分離可能（Linearly separable）とは、幾何学においてふたつの集合が二次元平面上にあるとき、それらの集合を一本の直線で分離できることをいう。これを一般化して、n 次元空間上のふたつの集合を n − 1 次元の超平面で分離できることも線形分離可能と呼ぶ。逆に、分離できない場合を線形分離不可能と呼ぶ。
ニューラルネットワークでは入力を超空間の座標、出力をその点の属性と捉える。属性で点を分類したときに線形分離可能であればパーセプトロンで問題を解くことができる。